# Дёмин, Никита Иванович
Никита Иванович Дёмин (25 октября 1905, ст. Краснокутская, область Войска Донского, Российская империя — 8 августа 1962,  Москва,  СССР) — советский военачальник, полковник (1942).

## Биография
Родился 25 октября 1905 года в станице Краснокутская,  ныне в Боковском районе Ростовской области. Русский. До службы в армии   с июля 1922 года по август 1924 года учился в аграрном техникуме в с. Кутовцы Каменец-Подольской обл., затем в Киевском институте народного образования. После 1-го курса института с февраля 1925 года прекратил учёбу и работал профорганизатором в райкоме рабземлеса в села Чемеровцы Каменец-Подольской области.

### Военная служба

#### Межвоенные годы
8 августа 1925 года вступил в РККА и направлен курсантом в Киевскую пехотную школу им. Рабочих Красного Замоскворечья. По окончании в сентябре 1927 года направлен в 48-й стрелковый полк 16-й стрелковой дивизии им. В. И. Киквидзе ЛВО в городе Старая Русса, где командовал стрелковым и конным взводами, взводом полковой школы и ротой.
В июле 1934 года зачислен слушателем в Военную академию РККА им. М. В. Фрунзе. В сентябре 1937 года окончил её с дипломом 1-й ст. и назначен помощником начальника 1-го отдела штаба 4-го казачьего корпуса СКВО в городе Армавир. По его расформировании в марте 1938 года переведён на должность начальника 1-й (оперативной) части штаба 12-й Кубанской кавалерийской дивизии. В октябре направлен в САВО помощник начальника штаба 18-й горнокавалерийской дивизии в городе Мары. В феврале 1940 года назначен преподавателем кафедры конницы Военной академии им. М. В. Фрунзе. 4 октября зачислен слушателем Академии Генштаба Красной армии.

#### Великая Отечественная война
22 июля 1941 года выпущен из академии с дипломом и назначен начальником штаба 28-й отдельной кавалерийской дивизии ОдВО, формировавшейся в городе Павлоград. В конце августа она вошла в состав 6-й армии Южного фронта и участвовала в Донбасской оборонительной операции  (отходила от Днепра до реки Северский Донец). В ноябре — декабре 1941 года ее части в составе 6-го кавалерийского корпуса 6-й и 12-й армий Юго-Западного и Южного фронтов принимали участие в Ростовских оборонительной и наступательной операциях, вели бои на лисичанском и артемовском направлениях. В январе 1942 года они в составе того же корпуса 6-й армии Юго-Западного фронта успешно действовали в Барвенково-Лозовской наступательной операции (на красноградско-харьковском направлении). 9 февраля 1942 года под селом Верхний Бишкин Харьковской области подполковник  получил осколочное ранение в ногу и до 15 марта находился в госпитале в городе Изюм.
По выздоровлении назначен заместителем начальника оперативного отдела  6-й армии Юго-Западного фронта. В мае 1942 года в ходе Харьковского сражения вместе с армией попал в окружение и затем с группой бойцов и командиров разных частей пробивался с боями на восток. При прорыве 25 мая был тяжело ранен пулей в правую руку, но отказался от эвакуации и в городе Сватово участвовал в восстановлении полевого управления 57-й армии (на базе управлений 6-й и 57-й армий), затем исполнял должность начальника оперативного отдела штаба этой армии. Во второй половине июля 57-я армия была передана Сталинградскому фронту и участвовала в Сталинградской оборонительной операции, прикрывая Сталинград с юга. С 7 августа ее войска вели тяжелые бои в составе Юго-Восточного, а с 30 сентября — Сталинградского (2-го формирования) фронтов. Со второй половины ноября армия в составе ударной группировки Сталинградского, а с 1 января 1943 года — Донского фронтов участвовала в окружении, блокировании и разгроме группировки противника под Сталинградом. За боевые отличия в Сталинградской битве полковник Демин был награжден орденом Красного Знамени (30.03.1943). В начале февраля 1943 года армия была выведена в резерв Ставки ВГК. Ее войска переданы в другие армии, а полевое управление переименовано в полевое управление 68-й армии. По сформировании новая армия была включена в состав Особой группы войск генерал-полковника М. С. Хозина, находившейся в подчинении Ставки ВГК (на Северо-Западном фронте) и предназначенной для ввода в прорыв в полосе 1-й ударной армии в ходе Демянской наступательной операции. В марте 68-я армия вошла в состав Северо-Западного фронта и вела наступательные бои в междуречье рек Ловать и Редья, затем находилась в обороне по реке Редья. С 5 мая она была выведена в резерв Ставки ВГК, затем с 12 июля передана Западному фронту и участвовала в Смоленской наступательной операции. 29 августа 1943 года в боях под Ельней  Демин был тяжело ранен осколками в грудь и до 11 ноября находился в госпитале на ст. Барвиха Московской области.
По выздоровлении зачислен в распоряжение ГУК, затем 25 ноября 1943 года назначен командиром 174-й стрелковой дивизии. До 22 июля 1944 года ее части в составе 5-й и 49-й армий находились в обороне на реке Днепр (12 км юго-западнее м. Россасна), затем в составе 31-й армии 3-го Белорусского фронта участвовали в Белорусской, Витебско-Оршанской, Минской, Белостокской, Вильнюсской и Каунасской наступательных операциях. За форсирование реки Березина и овладение городом Борисов она получила почётное наименование «Борисовская» (10.07.1944), а за освобождение города Гродно награждена орденом Красного Знамени (25.07.1944). 19 октября 1944 года в ходе Гумбинненской операции  дивизия вновь перешла в наступление с плацдарма на реки Неман в направлении Сувалки — Августов, прорвала оборону немцев в районе между озерами Тоболово и Сэрви, в массивах Августовских лесов и к исходу 25 октября вышла на рубеж реки Роспуда. За проведение этой операции и вторжение в пределы Восточной Пруссии дивизия была награждена  орденом Суворова 2-й ст. (14.11.1944). В январе — марте 1945 года дивизия в составе 31-й армии 3-го Белорусского фронта успешно действовала в Восточно-Прусской, Инстербургско-Кенигсбергской наступательных операциях, в прорыве обороны немцев в районе Мазурских озер и овладении городами Растенбург, Хайльсберг, Ландсберг и Хайлигенбайль. 26 марта её части вышли на берег залива Фришес-Хафф, тем самым ликвидировали последний очаг сопротивления противника в районе порта Розенберг. За бои по овладению города Хайлигенбайль дивизия была награждена орденом Кутузова 2-й ст. (26.03.1945). 2 апреля 1945 года она в составе армии была выведена в резерв Ставки ВГК, затем к 21 апреля передислоцирована на 1-й Украинский фронт и участвовала в Пражской наступательной операции, прошла с боями из района Лигница (Центральная Германия) до чехословацкого города Семили.
За время войны комдив Дёмин  был восемь раз персонально упомянут в благодарственных в приказах Верховного Главнокомандующего.

#### Послевоенное время
После войны в июле 1945 года дивизия была расформирована в городе Фридланд, а полковник  Демин в сентябре назначен командиром 50-й гвардейской стрелковой Сталинской дважды Краснознаменной орденов Суворова и Кутузова дивизии Барановичского ВО. В октябре 1946 года переведен на преподавательскую работу в Военную академию им. М. В. Фрунзе, где исполнял должность старшего преподавателя по оперативно-тактической подготовке и тактического руководителя учебной группы основного факультета, с октября 1949 года — старшего преподавателя кафедры общей тактики, с июля 1951 года — кафедры тактики высших соединений. 21 мая 1952 года гвардии полковник Дёмин  уволен в запас.
Умер в 1962 году, похоронен на Новодевичьем кладбище в Москве.

## Награды
- орден Ленина (17.05.1951)[6]
- четыре ордена Красного Знамени (30.03.1943[7], 08.11.1944[8], 06.04.1945[9], 05.11.1946[6])
- орден Отечественной войны 1-й  степени (10.07.1944)[10]
- орден Отечественной войны 2-й  степени (28.09.1943)[11]
- орден Красной Звезды (03.11.1944)[6]
  - медали в том числе:
  - «За оборону Сталинграда» (1943)[10]
  - «За победу над Германией в Великой Отечественной войне 1941—1945 гг.» (1945)
  - «За взятие Кёнигсберга» (28.10.1945)[12]

Приказы (благодарности) Верховного Главнокомандующего в которых отмечен Н. И. Дёмин.
- За овладение городом и оперативно важным железнодорожным узлом Орша — мощным бастионом обороны немцев, прикрывающим минское направление. 27 июня 1944 года № 121.
- За овладение штурмом городом и крепостью Гродно — крупным железнодорожным узлом и важным укреплённым районом обороны немцев, прикрывающим подступы к границам Восточной Пруссии. 16 июля 1944 года. № 139.
- За прорыв долговременной, глубоко эшелонированной обороны немцев, прикрывавшей границы Восточной Пруссии, вторжение в пределы Восточной Пруссии и овладение мощными опорными пунктами обороны противника — Ширвиндт, Наумиестис (Владиславов), Виллюнен, Вирбалис (Вержболово), Кибартай (Кибарты), Эйдткунен, Шталлупёнен, Миллюнен, Вальтеркемен, Пиллюпёнен, Виштынец, Мелькемен, Роминтен, Гросс Роминтен, Вижайны, Шитткемен, Пшеросьль, Гольдап, Филипув, Сувалки. 23 октября 1944 года. № 203.
- За прорыв мощной, долговременной, глубоко эшелонированной обороны противника в районе Мазурских озёр, считавшейся у немцев со времён первой мировой войны неприступной системой обороны, и овладение городами Бартен, Дренгфурт, Растенбург, Раин, Николайкен, Рудшанни, Пуппен, Бабинтен, Теервиш, превращёнными немцами в сильные опорные пункты обороны. 27 января 1945 года. № 258.
- За овладение штурмом городами Хайльсберг и Фридланд – важными узлами коммуникаций и сильными опорными пунктами обороны немцев в центральных районах Восточной Пруссии. 31 января 1945 года. № 267.
- За овладение  с боем  городами Ландсберг и Бартенштайн – крупными узлами коммуникаций и сильными опорными пунктами обороны немцев в центральных районах Восточной Пруссии. 4 февраля 1945 года. № 269.
- За овладение городом Хайлигенбайль — последним опорным пунктом обороны немцев на побережье залива Фриш-Гаф, юго-западнее Кёнигсберга. 25 марта 1945 года. № 309.
- За завершение ликвидации окружённой восточно-прусской группы немецких войск юго-западнее Кёнигсберга. 29 марта 1945 года. № 317.

## Память
- Именем Н. И. Демина названа улица в городе Борисов, там же в его честь  установлен мемориальный знак[13].